# Catolobus
Catolobus là chi thực vật có hoa trong họ Cải.